# زيت جنين القمح

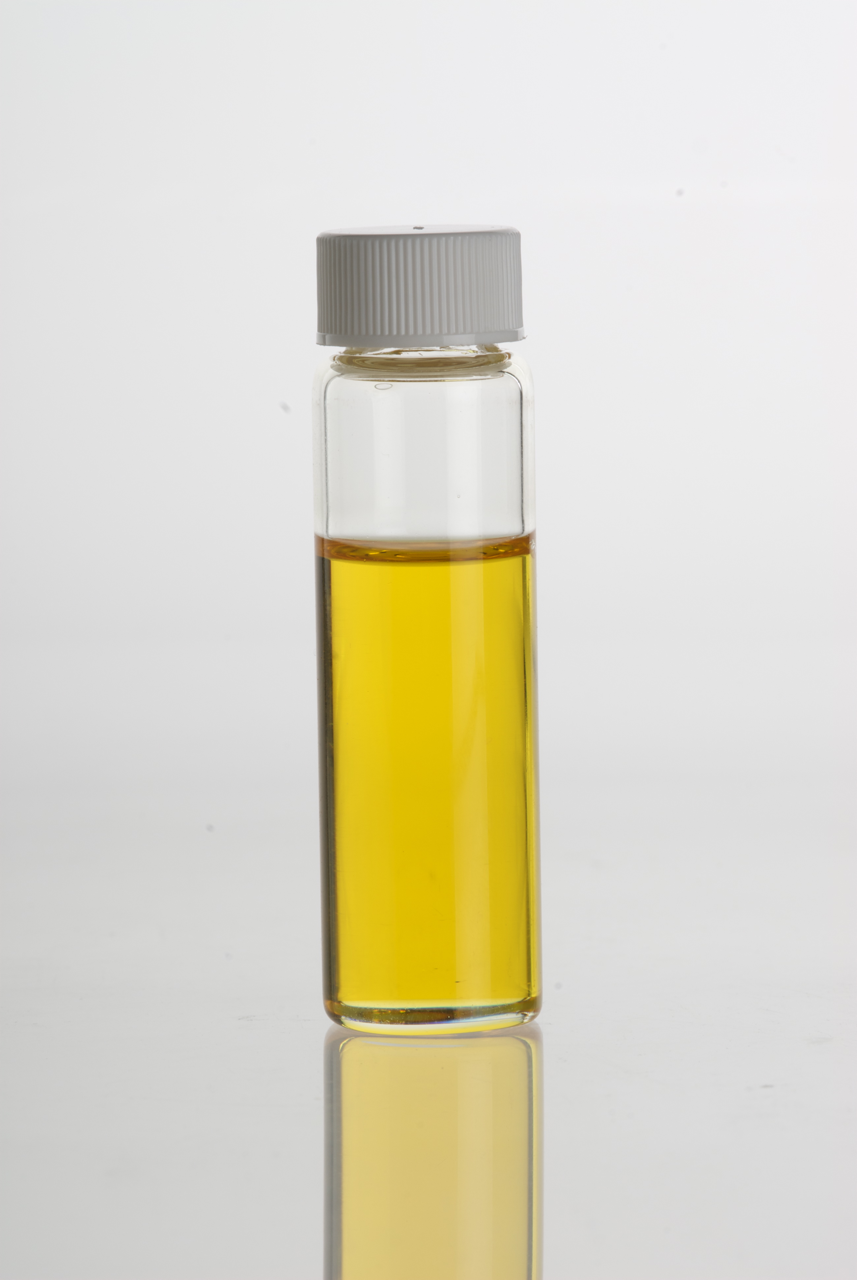
زيت جنين القمح

هو زيت طبيعي غير مكرر ويكون لونه برتقالي يميل إلى اللون البني وهو لزج بعض الشيء وله رائحة واضحة وحادة. يتم استخراج زيت جنين القمح من قلب حبوب القمح بطريقة الضغط البارد ويعتبر زيت جنين القمح من الزيوت التي تتلف بسرعة لذلك من الأفضل تخزينه في مكان مظلم بعيدا عن أشعة الشمس ودرجة الحرارة العالية، ويُنصح بتخزينه داخل الثلاجة للاحتفاظ به في حالة جيدة لمدة أطول.
و تستخدم الكثير من النساء زيت جنين القمح للعناية بالبشرة وأطلق عليه سابقاً زيت الحياة، نظراً لفوائده الكثيرة، إذا أن زيت جنين القمح يعتبر مصدر ل فيتامين هـ وأغلب فيتامينات ب ( 1 ، 2 ، 5 )، بالإضافة إلى احتوائه على عدد كبير من المعادن القليلة الوجود ويمكن أن نقول أنه في كل 2000 كيلو جرام من القمح، نستطيع استخلاص كيلو واحد فقط من زيت جنين القمح. ويحتوي زيت جنين القمح على زيت بنسبة تترواح بين ( 6-8 % ) .